# Лукьяненко, Левко Григорьевич
Левко́ Григо́рьевич Лукья́ненко (укр. Левко Григорович Лук’яненко; 24 августа 1928, Хриповка, Городнянский район, Черниговская область, Украинская ССР, СССР — 7 июля 2018, Киев, Украина) — советский диссидент и правозащитник, украинский политический деятель. Герой Украины (2005), лауреат Национальной премии Украины имени Тараса Шевченко (2016). Народный депутат Украины I—V созывов, посол Украины в Канаде (1992—1993).

## Биография

### Происхождение и ранние годы
Родился 24 августа 1928 года в селе Хриповка Городнянского района Черниговской области. Родители: отец — Григорий Максимович (1905—1983), мать — Наталья Александровна (1905—1993). Жена: Надежда Ивановна (род. 1943). В своей автобиографической книге «Исповедь в камере смертника» Левко Лукьяненко указывает на то, что родился он не в 1927 году, как сообщают все официальные документы, а в 1928 году. Путаница произошла из-за того, что когда Левка Лукьяненко брали в армию, ему ещё не было 18 лет, но он не смог этого доказать ввиду отсутствия документов. Позже он решил не настаивать на настоящей дате рождения, чтобы демобилизоваться вместе с рождёнными в 1927 году.

### Образование, служба в армии и ранняя карьера
В 1944—1953 годах служил в Советской армии, в 1953 году вступил в КПСС и поступил на юридический факультет Московского университета им. Ломоносова, специальность «Правоведение».
По окончании университета с 1958 года работал штатным пропагандистом Радеховского райкома партии, с 1959 года — работник адвокатуры Глинянского района Львовской области. Владел английским, польским и немецким языками.

### Диссидент
Работая адвокатом, он создаёт оппозиционный по отношению к советской власти «Украинский рабоче-крестьянский союз» (укр. «Українська Робітничо-Селянська Спілка»), выступавший за конституционное отделение Украины от СССР.
21 января 1961 года вместе с другими единомышленниками арестован, приговорён к расстрелу, заменённому Верховным Судом УССР 15 годами лишения свободы.
В 1976 году Левко Лукьяненко вышел на свободу и стал одним из основателей «Украинской Хельсинкской группы». В следующем году он был снова арестован и приговорён к 10 годам тюремного заключения и 5 годам ссылки. В 1988 году Левко Лукьяненко вышел на свободу. Таким образом он провёл 26 лет своей жизни в заключении.

### Политическая деятельность
30 марта 1990 года Левко Лукьяненко был избран 54,00 % голосов (при 8 претендентах) депутатом Верховного Совета Украинской ССР от Железнодорожного (№ 196) избирательного округа г. Львова. 29 апреля 1990 года с группой своих соратников создал Украинскую республиканскую партию (УРП) и был избран её главой.
В 1991 году УРП выдвинула кандидатуру Лукьяненко на первых в истории выборах президента Украины, которые прошли 1 декабря 1991 года. По итогам голосования набрал 4,49 % голосов избирателей (1 432 556 в абсолютных значениях), заняв 3-е место.
В 1992—1993 годах Левко Лукьяненко был послом Украины в Канаде. В связи с этим на очередном съезде УРП, прошедшем в 1992 году, он не выдвигал свою кандидатуру на пост главы партии. Однако Лукьяненко остался влиятельным членом УРП, будучи избран ей почётным главой. Во время дипломатической работы вошёл в конфликт с работниками посольства, из-за чего двое из них попросили политического убежища в Канаде, а сам Лукьяненко был отозван в Киев.
На парламентских выборах 1994 года Левко Лукьяненко был избран 62,06 % голосов (при 5 претендентах) народным депутатом от Нововолынского (№ 68) избирательного округа.
На парламентских выборах 1998 года участвовал под номером 1 избирательного списка блока партий «Национальный фронт». Блок не преодолел четырёхпроцентный барьер, и Левко Лукьяненко в парламент не прошёл.
4 ноября 2000 года почётный глава УРП Левко Лукьяненко был избран полноправным главой партии.
Впоследствии УРП вошла в избирательный блок Юлии Тимошенко и на парламентских выборах 2002 года Лукьяненко числился в списке БЮТ под № 5. Таким образом он в третий раз прошёл в парламент. Так как в мае 2002 года УРП слилась с Украинской народной партией «Собор», Левко Лукьяненко стал заместителем главы новой партии — Украинская республиканская партия «Собор». В Верховной Раде IV созыва был председателем подкомитета по жертвам политических репрессий Комитета по правам человека, национальных меньшинств и межнациональных отношений.
После отставки правительства Юлии Тимошенко 8 сентября 2005 года УРП «Собор» раскололась на сторонников дальнейшего сотрудничества с Тимошенко, которых возглавлял Левко Лукьяненко, и сторонников сближения с партией «Наша Украина», возглавляемых главой УРП «Собор» Анатолием Матвиенко. В итоге Лукьяненко с группой единомышленников, представителей УРП первого поколения, покинул партию и спустя некоторое время был включён в избирательный список БЮТ под номером 6 как беспартийный. По результатам парламентских выборов 2006 года  в четвёртый раз был избран народным депутатом.
28 мая 2006 года по инициативе Левко Лукьяненко в Киеве прошёл «Учредительный съезд возрождения УРП». Была создана «Украинская республиканская партия Левко Лукьяненко» (зарегистрирована 22 декабря 2006 года), почётным главой которой он и стал.
27 июля и 3 августа 2006 года принимал участие в круглом столе по вопросам разработки «Универсала национального единства».
16 июня 2007 года по собственному желанию сложил мандат народного депутата и отказался от выдвижения на внеочередных парламентских выборах, сославшись на почтенный возраст.

### Смерть и похороны
7 июля 2018 года Левко Лукьяненко был госпитализирован в реанимацию киевской больницы «Феофания» с инсультом и воспалением лёгких на фоне лейкоза. Вечером того же дня он умер. 9 июля с покойным попрощались в селе Хотов под Киевом, где он проживал в последние годы жизни. Во вторник 10 июля состоялась официальная церемония прощания в помещении Клуба Кабинета министров Украины, после чего он был отпет во Владимирском соборе и похоронен на центральной аллее Байкового кладбища (участок № 42а).

## Взгляды
Считал, что «империя массово завозила московитов в Украину для размывания генетического кода украинцев». Выступал против распространения российских СМИ на территории Украины. Средствами Левко Лукьяненко и его жены Надежды в 2008 году издано десятое издание документально-исторического романа Юрия Горлис-Горского «Холодный Яр».
Неоднократно высказывал антисемитские взгляды. В частности, написал предисловие к книге Дария Светлого «Мировая московско-еврейская проблема и освободительный национализм», где обвинил евреев в захвате СМИ и «непомерном проникновении» в органы государственной власти. Дмитрий Гордон отказался брать у Лукьяненко интервью. По словам Гордона, несмотря на уважение к Лукьяненко как к борцу с советской властью, отсидевшему 25 лет в лагерях, он не может простить ему антисемитизма. В 2008 году опубликовал скандальную статью «Цивилизационный выбор Украины», в которой высказался за «сохранение украинцев как белой расы».

## Награды

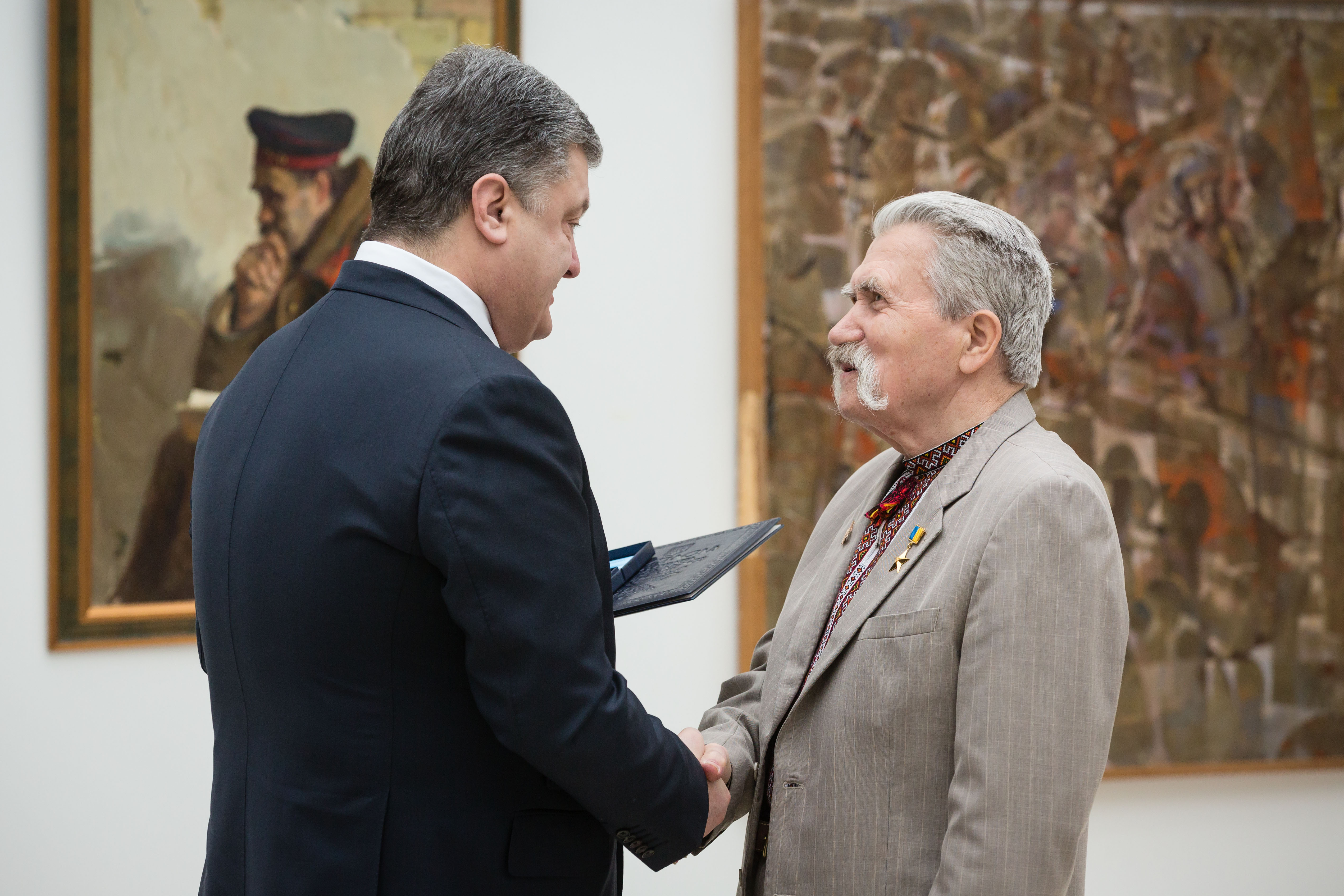
Президент Украины Пётр Порошенко вручает Левко Лукьяненко Национальную премию Украины имени Тараса Шевченко, 2016 год

- 19 апреля 2005 года Левко Лукьяненко было присуждено звание Героя Украины[24] — за несокрушимую волю, гражданское мужество и самоотверженность в отстаивании идеалов свободы и демократии, выдающийся личный вклад в становление и развитие независимого Украинского государства.
- Награждён орденом Свободы (2016),
- Лауреат Национальной премии Украины имени Тараса Шевченко 2016 года за произведения в 13-ти томах «Путь к возрождению»[1].
- Награждён орденом князя Ярослава Мудрого V степени (2007).
- Почётный знак отличия Президента Украины (1992).
- Почетный гражданин города Тернополя (2008).
- Почётный гражданин Черниговщины (2015)[25].

## Память
- В 2018 году президент Украины Пётр Порошенко учредил стипендию имени Левко Лукьяненко. Она назначается украинским гражданам, задержанным российскими властями «в связи с общественной или политической деятельностью указанных лиц, а также освобожденным из числа таких лиц». Ежемесячный размер стипендии — около 200 долларов[26][27].
- В 2019 году в Хмельницком бывшую улицу Декабристов переименовали в улицу Левка Лукьяненко
- 28 июля 2022 году в Чернигове бывшую улицу Рокоссовского переименовали в проспект Левка Лукьяненко.
- Запрещенный (2019) — фильм посвященный украинским дисидентам в котором Лукьяненко играет эпизодическую роль
- 5 сентября 2022 года в Городне бывшую улицу Василия Чумака переименовали в улицу Левка Лукьяненко.
- 18 августа 2022 во Львове бывшую улицу Шеремета переименовали в улицу Левка Лукьяненко.
- 22 февраля 2023 года в Днепре бывшую улицу Василия Жуковского переименовали в улицу Левка Лукьяненко.
- 28 июля 2022 года в Белой Церкви бывшую улицу Суворова переименовали в улицу Левка Лукьяненко.
- 29 апреля 2022 года в Виннице бывшую улицу Ватутина переименовали в улицу Левка Лукьяненко.
- В 2022 году в Звягеле бывшую улицу Долгополова переименовали в улицу Левка Лукьяненко.